# Impotencia
Az impotencia (lat. erőtlenség, képtelenség, gyengeség) a hétköznapi nyelvhasználatban az, ha egy férfi erekcióra képtelen.
Impotenciáról beszélünk akkor, ha valaki a pénisz merevedésének képtelensége vagy nem kielégítő merevedése következtében közösülésre képtelen és ez az állapot tartósan (2-3 hónap) fennáll. Az orvosi szaknyelvben helyesebb erektilis diszfunkcióról ill. merevedési zavarról beszélni, a köznyelvben az impotenciát tágabb értelemben használhatjuk, pl. a szexuális vágy vagy késztetés hiánya esetén is.

## A betegség kialakulásában szerepet játszó tényezők
Mivel a merevedés egy összetett folyamat, melyben ideg- és érrendszeri tényezők egyaránt részt vesznek, ezért a merevedés zavarát számos eltérés okozhatja. Zavart okozhatnak az agy, a gerincvelő betegségei, a péniszt alkotó kötőszövetek és simaizmok betegségei, valamint a pénisz vérellátásáért felelős erek betegségei is.
Bizonyos krónikus betegségek (cukorbetegség, vesebetegség, krónikus alkoholizmus, érelmeszesedés) a merevedési zavarok több, mint 50%-ért felelőssé tehetők. 
A pénisz vérellátását biztosító erek betegségei leggyakrabban kezeletlen, vagy nem jól kezelt cukorbetegség, magas koleszterinszint, kiterjedt érelmeszesedés következtében jönnek létre. 
A pénisz beidegzésének károsodása szintén leggyakrabban a a cukorbetegség következménye, azonban gyakran súlyos vesebetegség, vagy valamilyen központi idegrendszeri betegség a kiváltó ok. Baleset következtében fellépő gerincvelősérülés esetén az esetek nagy részében merevedési képtelenség lép fel. Bizonyos műtétek során ér- és idegsérülés lép fel, merevedési képtelenséget okozva. A pénisz sérülése szintén a betegség hátterét képezheti. Ismert néhány olyan gyógyszer, melynek gyakori mellékhatása a merevedési zavar. Ilyenek bizonyos szívritmus-szabályozók (Béta-blokkolók), egyes antidepresszánsok (SSRI-k), vagy pl. fekélyellenes gyógyszerek (H2 receptor blokkolók egy fajtája).
A merevedési zavar hátterében fizikális és nem fizikális okok is szerepet kapnak, sőt gyakran ezek kapcsolatban is vannak egymással. Előfordulhat, hogy a merevedési zavar egyes betegségek első jele.

### Nem fizikai okok[2]
Számos nem fizikai ok állhat az impotencia hátterében. Ezek közé tartozik: 
- Pszichés problémák. A leggyakoribb nem fizikális ok a stressz, a szorongás és a fáradtság. Az impotencia gyakran mellékhatása lehet különböző pszichés betegségeknek, mint pl. a depresszió.
- Negatív érzések. A szexuális partner iránt érzett negatív érzések, illetve a szexuális partner által közvetett negatív érzések – pl. durvaság, érdektelenség, elutasítás – szintén okozhatnak merevedési zavart.

### Fizikális okok[2]
A merevedési zavar hátterében gyakran fizikális okok állhatnak, többek között: 
- Régóta fennálló cukorbetegség miatt kialakuló idegbántalom (diabéteszes neuropátia).
- A medence vérellátását befolyásoló kardiovaszkuláris megbetegedések.
- Bizonyos vényköteles gyógyszerek.
- Prosztatarák miatti műtét.
- A gerincvelő-sérülést okozó törés.
- Szklerózis multiplex.
- Hormonális zavarok.
- Alkoholizmus és kábítószer használat.

A szó ugyanakkor többértelmű:

## Férfiaknál
- impotentia generandi, nemzőképtelenség avagy sterilitás[3]
- impotentia coeundi, az erekció diszfunkciója: leggyakrabban lelki okokra vezethető vissza, de lehet keringésrendszeri háttere is a problémának[4]
- impotentia ejaculandi, nincs ejakuláció mert nincs vagy túl kevés a sperma
- impotentia satisfactionis: a férfi ejakulál de nincs orgazmusa

## Nőknél
- impotentia concipiendi, meddőség
- impotentia gestandi, a magzat többszöri elvetélése

## Mindkét nem esetében
- impotentia concupiscentia, a szexuális vágyakozás mint biológiai ösztön teljes hiánya

Az egyházi jog szerint az impotentia coeundi az egyetlen olyan probléma, amely a házasság akadálya lehet.